# Gustav Reinhold Nyländer
Gustav Reinhold Nyländer (* um 1775 in Reval; † 23. Mai 1825 in Kissy, heute ein Stadtbezirk von Freetown, Sierra Leone) war ein aus Estland stammender lutherischer Missionar und Afrikanist.

## Leben
Gustav Reinhold Nyländer studierte von 1803 bis 1805 an der Berliner Missionsschule. Ab 1806 stand er in Diensten des englischen Committee of the new Church Society. Im selben Jahr ging er als erster estnischer Missionar nach Afrika. Die Schiffsreise von Europa nach Westafrika dauerte über sieben Monate. Zunächst ließ er sich als Seelsorger und Schullehrer in Freetown nieder, bevor er einen Missionsauftrag erhielt.
Von 1812 bis 1818 lebte er im Siedlungsgebiet der Bullom im heutigen Sierra Leone, von 1818 bis zu seinem Tod 1825 unter dem Volk der Temne. 1814 veröffentlichte Nyländer in London eine Grammatik der Sprache der Bullom, ein Wörterverzeichnis und ein Orthographiebuch. Seine Übersetzung des Matthäus-Evangeliums war die erste Bibelübersetzung in eine Sprache Schwarzafrikas überhaupt. Darüber hinaus sammelte Nyländer zahlreiche ethnographische Objekte und Volksdichtung.

## Werke
- A spelling book of the Bullom language with a dialogue and scripture exercices. London 1814
- Grammar and vocabulary of the Bullom language. London 1814
- Select portions of the book of common prayer, according to the use of the united church of England and Ireland. Translated into the Bullom Language. London 1816
- Lum Keleng ko ka anin bulzing nghana yekonah ke kë foy. A good word to all people who wish to go to heaven. London 1816